# Acharonim
Die Acharonim (hebräisch אחרונים Aḥaronim, deutsch ‚die Letzten‘ als Plural und hebräisch אחרון Aḥaron im Singular) sind im jüdischen Recht und in der jüdischen Geschichte die führenden Rabbiner und Poskim (jüdische Rechtsgelehrte), die etwa vom 16. Jahrhundert bis heute lebten, und genauer gesagt seit der Niederschrift des Schulchan Aruch, hebräisch שׁוּלחָן עָרוּך ‚Gedeckter Tisch‘ einem Kodex des jüdischen Rechts aus dem Jahr 1563 n. Chr. (Rabbinische Literatur).
Die Acharonim folgen den Rischonim, den „Ersten“, den rabbinischen Gelehrten die zwischen dem 11. und 16. Jahrhundert, die den Geonim folgten und dem Schulchan Aruch vorausgingen. Die Veröffentlichung des Schulchan Aruch markiert somit den Übergang von der Ära der Rischonim zu der der Acharonim. Sie sind eine Gruppe jüdischer Gelehrter, die in der Zeit nach den klassischen jüdischen Gesetzeskommentatoren lebten, die während des Mittelalters und der frühen Neuzeit aktiv waren.
Die Acharonim sind somit Zeitgenossen der Frühen Neuzeit, der Entstehung des chassidischen Judentums, der jüdischen Emanzipation in Europa, der Haskala (jüdische Aufklärung), des Zionismus, den Morden in der Zeit der Schoa, der Gründung des Staates Israel und des jüdischen Exodus aus der muslimischen Welt.

## Autoren der Acharonim und ihre Absichten
Wie ihre Vorgänger, die Rischonim, hatten die Acharonim einen starken Fokus auf die Halacha, dem jüdischen Gesetz. Sie trugen zur Weiterentwicklung der halachischen Diskussion bei, indem sie neue Ansichten und Lösungen für praktische und theoretische Probleme des jüdischen Lebens vorschlugen. Wichtige Autoren sind:
- Rabbi Moshe Isserles (Rema), ein bedeutender halachischer Kommentator und Autor, dessen Werk Mappah einen Einfluss auf das jüdische Recht hatte, indem er die aschkenasische Praxis mit der sefardischen Halacha in Einklang brachte.
- Rabbi Josef Karo, Autor des „Schulchan Aruch“, eines der grundlegenden Werke des jüdischen Gesetzes, das später von den Acharonim weiter kommentiert und erklärt wurde.
- Rabbi Shlomo Zalman Auerbach, ein  Acharonim des 20. Jahrhunderts, der viele praktische halachische Lösungen und moderne Anwendungen für das jüdische Leben fand.

Kommentierungen und Entscheidungen der Acharonim haben vor allem als Kommentatoren der Werke der Rischonim und der Talmud-Texte, eine wichtige Rolle gespielt. Sie ergänzten, korrigierten oder erklärten bestehende halachische Diskurse und halfen dabei, jüdische Traditionen an neue historische und kulturelle Kontexte anzupassen.
Viele Acharonim behandelten Themen, die in früheren Jahrhunderten nicht behandelt wurden, wie etwa die Anwendung des jüdischen Gesetzes in modernen Gesellschaften, medizinische und technologische Entwicklungen sowie die Herausforderungen, die mit der Diaspora und der Veränderung der jüdischen Gemeinschaften einhergingen.